# Sublegatus
Genre
Sublegatus est un genre de passereaux de la famille des Tyrannidés. Il se trouve à l'état naturel en Amérique du Sud,, et centrale.

## Liste des espèces
Selon la classification de référence du Congrès ornithologique international (version 6.4, 2016) :
- Sublegatus arenarum (Salvin, 1863) — Tyranneau des palétuviers (ou Moucherolle des palétuviers)
  - Sublegatus arenarum arenarum (Salvin, 1863)
  - Sublegatus arenarum atrirostris (Lawrence, 1871)
  - Sublegatus arenarum glaber Sclater, PL & Salvin, 1868
  - Sublegatus arenarum tortugensis Phelps & Phelps Jr, 1946
  - Sublegatus arenarum pallens Zimmer, JT, 1941
  - Sublegatus arenarum orinocensis Zimmer, JT, 1941
- Sublegatus obscurior Todd, 1920 — Tyranneau ombré (ou Moucherolle de Todd)
- Sublegatus modestus (zu Wied-Neuwied, 1831) — Tyranneau modeste (ou Moucherolle modeste)
  - Sublegatus modestus modestus (zu Wied-Neuwied, 1831)
  - Sublegatus modestus brevirostris (d'Orbigny & Lafresnaye, 1837)